# Stephanollona orbicularis
Stephanollona orbicularis är en mossdjursart som först beskrevs av Walter Douglas Hincks 1881.  Stephanollona orbicularis ingår i släktet Stephanollona och familjen Phidoloporidae. Inga underarter finns listade i Catalogue of Life.